# La Baussaine
La Baussaine est une commune française située dans le département d'Ille-et-Vilaine en région Bretagne, peuplée de 675 habitants.

## Géographie
La commune est située sur la D 20 entre Tinténiac et Bécherel.
| Saint-Thual          | Trimer       | Tinténiac |
| Longaulnay           | La Baussaine |           |
| Miniac-sous-Bécherel | Cardroc      | Les Iffs  |

### Hydrographie
Pour un article plus général, voir Réseau hydrographique d'Ille-et-Vilaine.
La commune est située dans le bassin Loire-Bretagne. Elle est drainée par le Romoulin,.

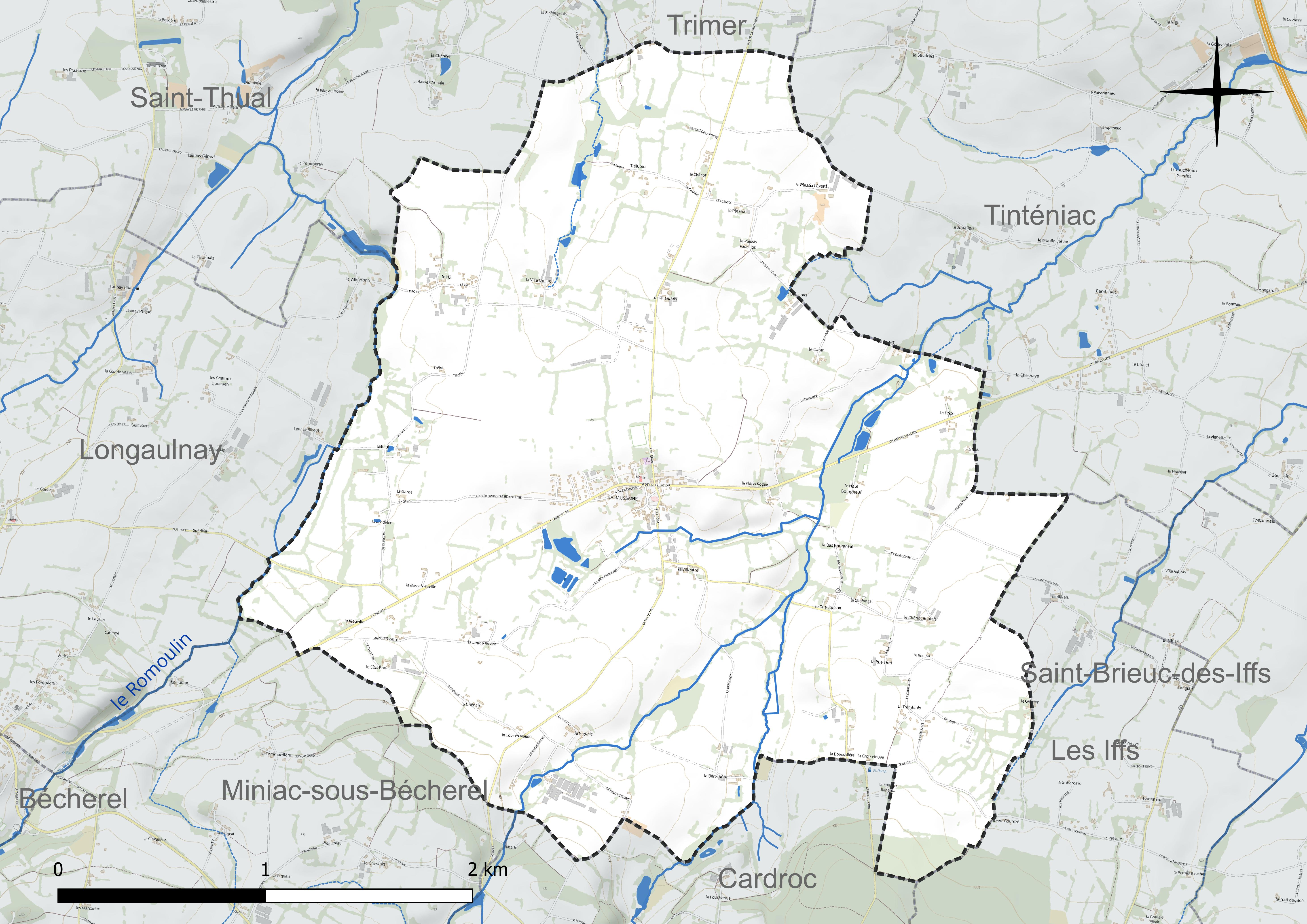
Réseau hydrographique de la Baussaine.

### Climat
Pour des articles plus généraux, voir Climat de la Bretagne et Climat d'Ille-et-Vilaine.
En 2010, le climat de la commune est de type climat océanique franc, selon une étude du CNRS s'appuyant sur une série de données couvrant la période 1971-2000. En 2020, Météo-France publie une typologie des climats de la France métropolitaine dans laquelle la commune est exposée à un climat océanique et est dans la région climatique  Bretagne orientale et méridionale, Pays nantais, Vendée, caractérisée par une faible pluviométrie en été et une bonne insolation. Parallèlement l'observatoire de l'environnement en Bretagne publie en 2020 un zonage climatique de la région Bretagne, s'appuyant sur des données de Météo-France de 2009. La commune est, selon ce zonage, dans la zone « Intérieur Est », avec des hivers frais, des étés chauds et des pluies modérées.  
Pour la période 1971-2000, la température annuelle moyenne est de 11,4 °C, avec une amplitude thermique annuelle de 12,6 °C. Le cumul annuel moyen de précipitations est de 761 mm, avec 12,1 jours de précipitations en janvier et 7,2 jours en juillet. Pour la période 1991-2020, la température moyenne annuelle observée sur la station météorologique la plus proche, située sur la commune du Quiou à 9 km à vol d'oiseau, est de 11,6 °C et le cumul annuel moyen de précipitations est de 757,4 mm,. Pour l'avenir, les paramètres climatiques de la commune estimés pour 2050 selon différents scénarios d'émission de gaz à effet de serre sont consultables sur un site dédié publié par Météo-France en novembre 2022.

## Urbanisme

### Typologie
Au 1er janvier 2024, La Baussaine est catégorisée commune rurale à habitat dispersé, selon la nouvelle grille communale de densité à sept niveaux définie par l'Insee en 2022.
Elle est située hors unité urbaine. Par ailleurs la commune fait partie de l'aire d'attraction de Rennes, dont elle est une commune de la couronne,. Cette aire, qui regroupe 183 communes, est catégorisée dans les aires de 700 000 habitants ou plus (hors Paris),.

### Occupation des sols
L'occupation des sols de la commune, telle qu'elle ressort de la base de données européenne d'occupation biophysique des sols Corine Land Cover (CLC), est marquée par l'importance des territoires agricoles (96,4 % en 2018), en diminution par rapport à 1990 (99,1 %). La répartition détaillée en 2018 est la suivante : terres arables (56,4 %), zones agricoles hétérogènes (36,1 %), prairies (3,9 %), zones urbanisées (2,7 %), forêts (0,9 %). L'évolution de l'occupation des sols de la commune et de ses infrastructures peut être observée sur les différentes représentations cartographiques du territoire : la carte de Cassini (XVIIIe siècle), la carte d'état-major (1820-1866) et les cartes ou photos aériennes de l'IGN pour la période actuelle (1950 à aujourd'hui).

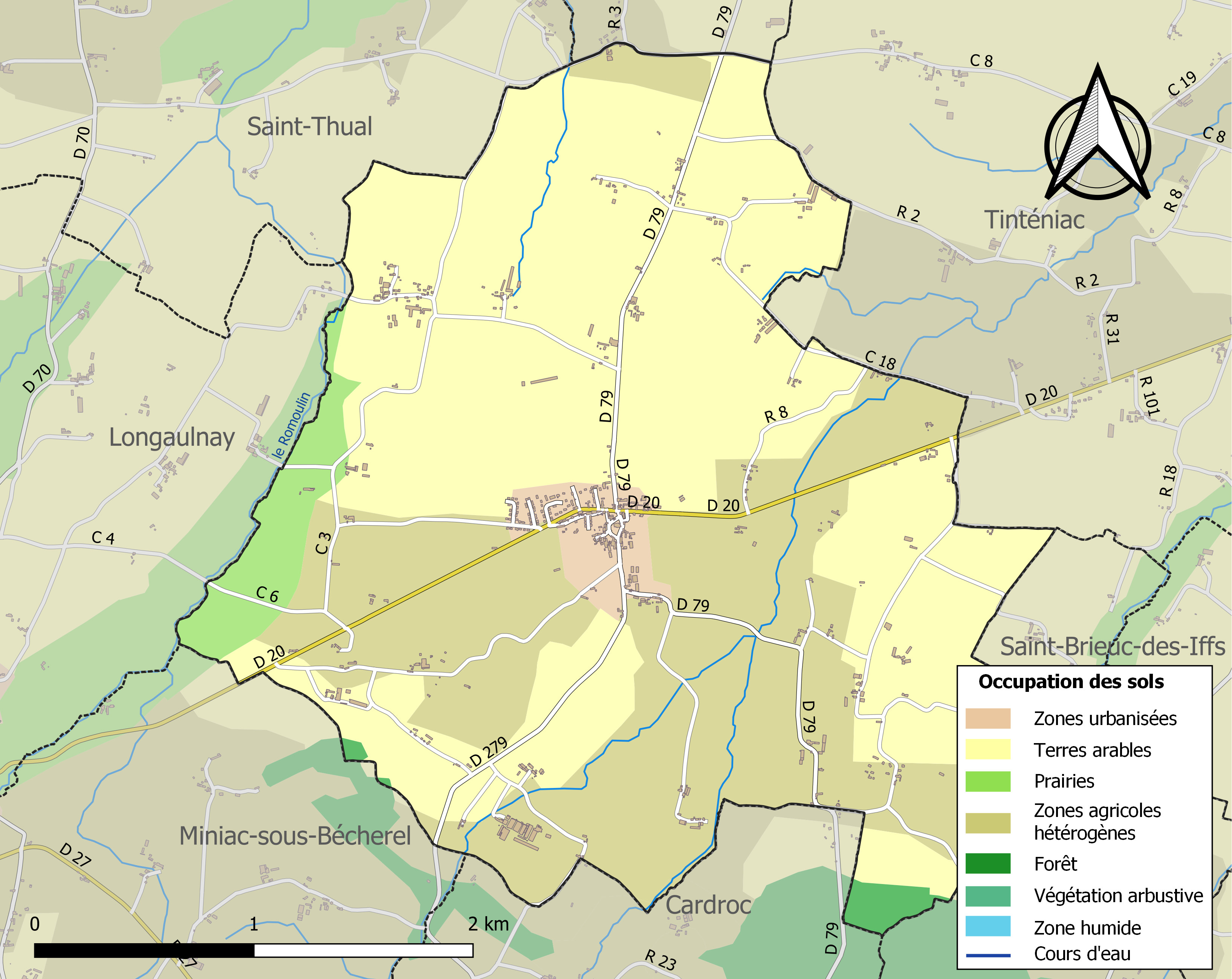
Carte des infrastructures et de l'occupation des sols de la commune en 2018 (CLC).

## Toponymie
On ne dispose pas d'attestations antérieures au XIIe siècle : Baucena (XIIe siècle), La Baucène (1220), Bauscena (1323), La Bauczanne (1408), La Baussane (1492), La Baussenne (1627).
Selon le Dictionnaire étymologique des noms de lieux en France, de Dauzat et Rostaing, il s'agirait d'un dérivé du nom de personne Baussan, lequel est formé sur un adjectif connu en ancien français : baucent. Cet adjectif à l'origine incertaine (tout comme l'italien balzano, devenu en français balzan) renvoie à une association de noir et de blanc. C'est pourquoi il s'applique généralement à un cheval noir à pattes blanches. Pour Dauzat et Rostaing, le nom de personne serait un surnom venant de cette appellation.
Pour Ernest Nègre, toujours avec la même étymologie, le nom La Baussaine serait expliqué par « une terre tachetée, noire et blanche ».
Le baucent était l'étendard noir et blanc des Templiers. Or Paul Sébillot rapporte des récits concernant la présence de ces « Moines Rouges » à La Baussaine, auxquels le nom pourrait également faire écho.

## Politique et administration

### Rattachements administratifs et électoraux
La Baussaine appartient à l'arrondissement de Saint-Malo et au canton de Combourg depuis le redécoupage cantonal de 2014. Avant cette date, elle faisait partie du canton de Tinténiac.
Pour l'élection des députés, la commune fait partie de la troisième circonscription d'Ille-et-Vilaine, représentée depuis février 2020 par Claudia Rouaux (PS-NFP). Auparavant, elle a successivement appartenu à la circonscription de Saint-Malo (Second Empire), la 2e circonscription de Saint-Malo (IIIe République), la 6e circonscription (1958-1986) et la 2e circonscription (1988-2012).

### Intercommunalité
Depuis le 6 décembre 1995, La Baussaine appartient à la communauté de communes Bretagne Romantique. Cette intercommunalité a succédé à l'association pour le développement économique du Combournais puis au SIVOM des cantons de Combourg, Tinténiac et Pleine-Fougères, fondé en décembre 1979, auquel appartenait la commune.

### Administration municipale
Le nombre d'habitants au dernier recensement étant compris entre 500 et 1 499, le nombre de membres du conseil municipal est de 15.

### Liste des maires

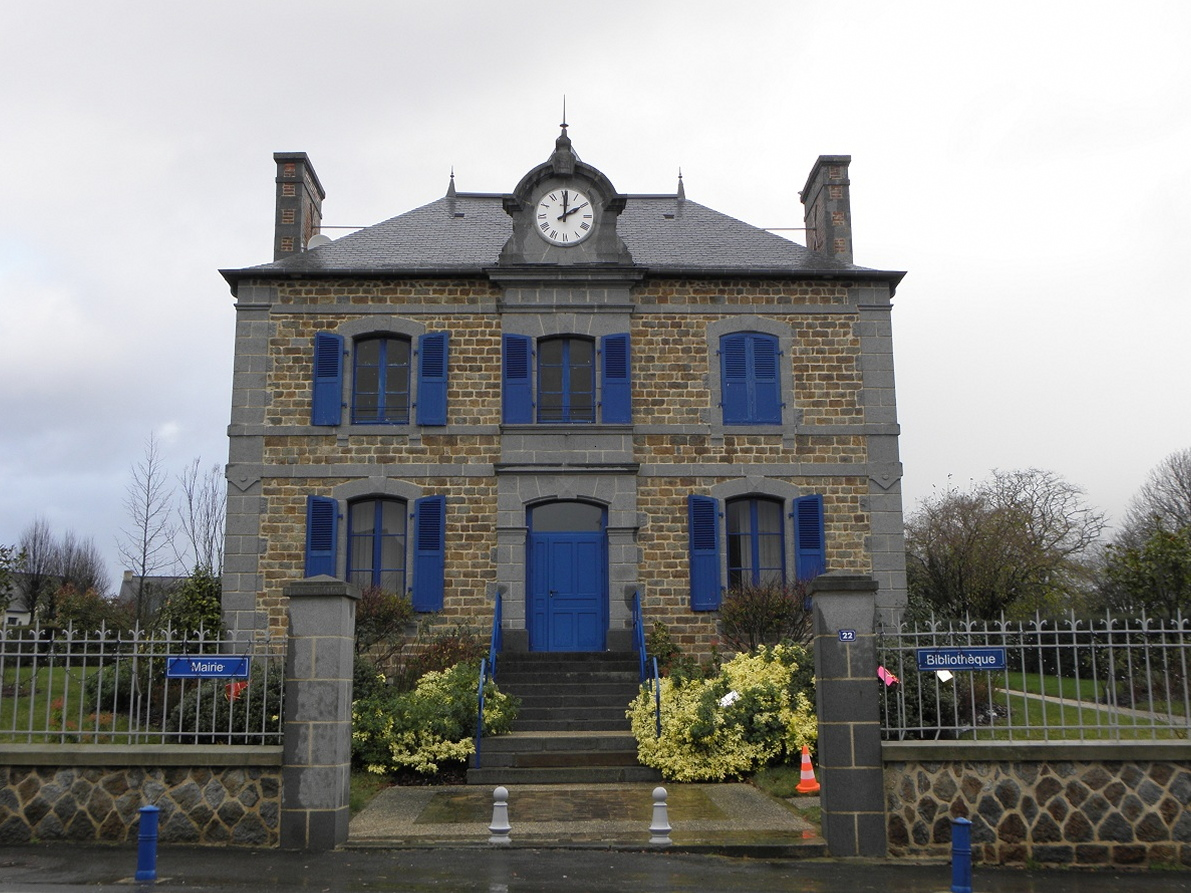
La mairie.

| Période                                  | Période                   | Identité        | Étiquette            | Qualité                                   |
| ---------------------------------------- | ------------------------- | --------------- | -------------------- | ----------------------------------------- |
| 1947                                     | mars 1983                 | Jean Huet       |                      |                                           |
| mars 1983                                | mars 2001                 | Guy Peigné      |                      | Retraité EDF                              |
| mars 2001                                | mars 2008                 | Alain Gauven    |                      | Agent de maîtrise                         |
| mars 2008                                | mars 2014                 | Florence Deniau |                      | Assistante commerciale                    |
| mars 2014                                | En cours (au 24 mai 2020) | Jérémy Loisel   | DVG[réf. nécessaire] | Enseignant Réélu pour le mandat 2020-2026 |
| Les données manquantes sont à compléter. |                           |                 |                      |                                           |

## Démographie
L'évolution du nombre d'habitants est connue à travers les recensements de la population effectués dans la commune depuis 1793. Pour les communes de moins de 10 000 habitants, une enquête de recensement portant sur toute la population est réalisée tous les cinq ans, les populations de référence des années intermédiaires étant quant à elles estimées par interpolation ou extrapolation. Pour la commune, le premier recensement exhaustif entrant dans le cadre du nouveau dispositif a été réalisé en 2007.
En 2022, la commune comptait 675 habitants, en évolution de +2,27 % par rapport à 2016 (Ille-et-Vilaine : +5,46 %, France hors Mayotte : +2,11 %).
| 1793  | 1800  | 1806  | 1821  | 1831  | 1836  | 1841  | 1846  | 1851  |
| ----- | ----- | ----- | ----- | ----- | ----- | ----- | ----- | ----- |
| 1 208 | 1 127 | 1 240 | 1 202 | 1 223 | 1 233 | 1 129 | 1 128 | 1 104 |

| 1856  | 1861  | 1866  | 1872  | 1876  | 1881  | 1886  | 1891  | 1896  |
| ----- | ----- | ----- | ----- | ----- | ----- | ----- | ----- | ----- |
| 1 110 | 1 021 | 1 095 | 1 045 | 1 105 | 1 104 | 1 075 | 1 087 | 1 055 |

| 1901 | 1906 | 1911 | 1921 | 1926 | 1931 | 1936 | 1946 | 1954 |
| ---- | ---- | ---- | ---- | ---- | ---- | ---- | ---- | ---- |
| 961  | 908  | 852  | 729  | 698  | 667  | 668  | 619  | 582  |

| 1962 | 1968 | 1975 | 1982 | 1990 | 1999 | 2006 | 2007 | 2012 |
| ---- | ---- | ---- | ---- | ---- | ---- | ---- | ---- | ---- |
| 522  | 509  | 435  | 421  | 447  | 474  | 579  | 594  | 632  |

| 2017 | 2022 | - | - | - | - | - | - | - |
| ---- | ---- | - | - | - | - | - | - | - |
| 667  | 675  | - | - | - | - | - | - | - |

## Lieux et monuments

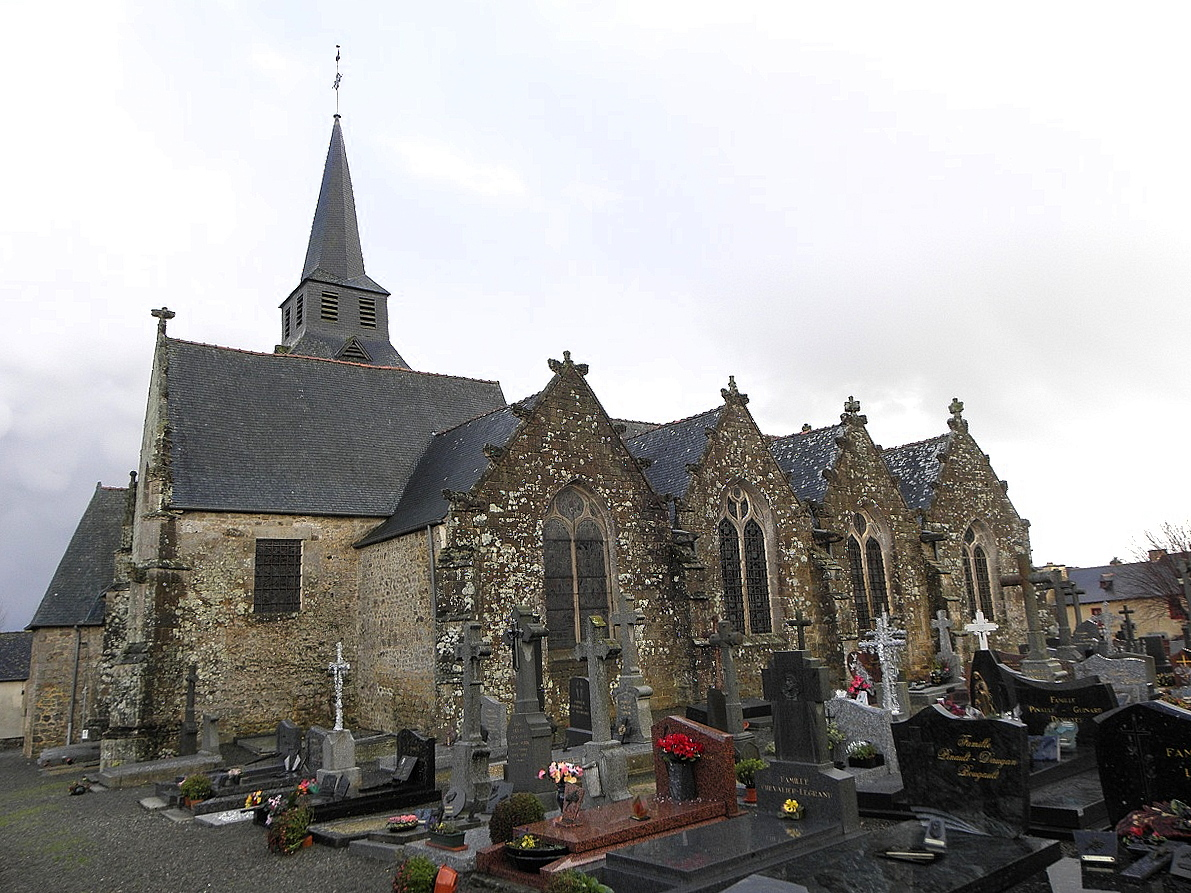
L'église paroissiale Saint-Léon.

- Église Saint-Léon datant en partie du XVe siècle, construite en granite de Bécherel beige-marron, avec quelques éléments en granite de Languédias ; dallage du porche partiellement en dolérite[25]. Inscrite aux monuments historiques le 14 octobre 1926[26].
- Manoir de la Béréchère bâti vers 1600. Sa tour d'escalier est percée d'une archère[27].
- Maison de maître du Bourgneuf construite au XIXe siècle (1858).
- Maison du Gué Janson (1873) habitée par la famille de Voison - Labbé - Decorio-Saint-Clair jusque dans les années 1960.